# Titularerzbistum Amida
Amida ist ein ehemaliges Titularerzbistum der römisch-katholischen Kirche.
Es geht zurück auf einen untergegangenen Bischofssitz in der gleichnamigen antiken Stadt, die in der römischen Provinz Mesopotamia lag.
| Titularerzbischöfe von Amida |                                         |                                                                                            |                   |                    |
| Nr.                          | Name                                    | Amt                                                                                        | von               | bis                |
| 1                            | Domingo Valentín Guerra Arteaga y Leiba |                                                                                            | 19. Dezember 1725 | 8. März 1728       |
| 2                            | Francisco Casto Royo                    | Abt von San Ildefonso (Spanien)                                                            | 15. Dezember 1783 | September 1803     |
| 3                            | Augustus Van Heule SJ                   | Apostolischer Vikar von Westbengalen (Indien)                                              | 9. September 1864 | 4. Juni 1865       |
| 4                            | Colin Francis MacKinnon                 | emeritierter Bischof von Arichat (Kanada)                                                  | 7. September 1877 | 26. September 1879 |
| 5                            | Francis Xavier Norbert Blanchet         | emeritierter Erzbischof von Oregon City (USA)                                              | 4. Februar 1881   | 18. Juni 1883      |
| 6                            | Beniamino Cavicchioni                   | Apostolischer Delegat Kurienerzbischof                                                     | 21. März 1884     | 11. Januar 1894    |
| 7                            | Francesco Sogaro MCCJ                   | Apostolischer Vikar von Zentralafrika (Sudan) Präsident der Päpstlichen Diplomatenakademie | 18. August 1894   | 6. Februar 1912    |
| 8                            | James Duhig                             | Koadjutorerzbischof von Brisbane (Australien)                                              | 27. Februar 1912  | 13. Januar 1917    |
| 9                            | John Baptist Pitaval                    | emeritierter Erzbischof von Santa Fe (USA)                                                 | 29. Juli 1918     | 23. Mai 1928       |
| 10                           | Carlo Chiarlo                           | Apostolischer Nuntius Kurienerzbischof                                                     | 12. Oktober 1928  | 15. Dezember 1958  |
| 11                           | Gastone Mojaisky-Perrelli               | Apostolischer Delegat Kurienerzbischof                                                     | 8. August 1959    | 10. Mai 1963       |
| 12                           | Robert Picard de la Vacquerie           | emeritierter Bischof von Orléans (Frankreich)                                              | 23. Mai 1963      | 17. März 1969      |
| 13                           | Joseph Cheikho                          | emeritierter Erzbischof von Sehna (Iran)                                                   | 7. März 1970      | 22. August 1970    |